# Mitsuaria chitinivorans
Mitsuaria chitinivorans es una bacteria gramnegativa del género Mitsuaria. Fue descrita en el año 2021. Su etimología hace referencia a degradación de quitina. Es móvil mediante flagelos, que expresa en la fase de crecimiento, pero no en la fase estacionaria. Tiene un tamaño de 1-1,6 μm de ancho por 1,3-1,8 μm de largo. Forma colonias opacas, convexas y lisas. Temperatura de crecimiento entre 10-37 °C, óptima de 30 °C. Catalasa y oxidasa positivas. Es resistente a ampicilina, amikacina, azitromicina, cefotaxima, ceftazidima, cloranfenicol, ciprofloxacino, claritromicina, gentamicina, norfloxacino y penicilina. Se ha aislado de agua de pozo. 